# Xue Yuyang
Pour les articles homonymes, voir Xue.
Xue Yuyang (chinois simplifié : 薛玉洋 ; pinyin : Xuē Yùyáng), né le 4 octobre 1982 à Jiaozuo dans la province du Henan en Chine, est un joueur chinois de basket-ball, évoluant au poste de pivot.

## Carrière
Xue Yuyang se présente à la Draft 2003 de la NBA sans en avoir la permission et les autorités chinoises refusent qu'il aille jouer aux États-Unis. Il est sélectionné au 57e rang par les Mavericks de Dallas, qui le transfère dans la foulée aux Nuggets de Denver.
Xue rejoint l'équipe aujourd'hui disparue des Hong Kong Flying Dragons en Chinese Basketball Association. Depuis 2003, il joue pour l'équipe des Xinjiang Flying Tigers.